# La Guerre des otages
Pour les articles homonymes, voir The Human Factor.
Pour plus de détails, voir Fiche technique et Distribution.
La Guerre des otages (The Human Factor) est un film britannique réalisé par Edward Dmytryk, sorti en 1975.
Par confusion avec le titre original, La Guerre des otages apparaît fréquemment comme le titre français, incorrect, de The Human Factor d'Otto Preminger (1979).

## Synopsis
John Kinsdale, expert en systèmes de sécurité auprès de l'OTAN à Naples, voit toute sa famille assassinée sauvagement par un groupuscule d'extrême gauche. Sa soif de vengeance le mène à pister les assassins grâce au système informatique de son travail. Aidé de son collègue McAllister, il parviendra à éliminer les criminels un à un avec une rare violence.   

## Fiche technique
- Titre original : The Human Factor
- Titre français : La Guerre des otages
- Réalisation : Edward Dmytryk
- Scénario : Peter Powell, Thomas Hunter
- Direction artistique : Peter Mullins
- Décors : [chef décorateur]
- Costumes : Anna Maria Feo, Tiny Nicholls
- Photographie : Ousama Rawi
- Son : Ken Barker, Jonathan Bates, Roy Charman
- Montage : Alan Strachan
- Musique : Ennio Morricone
- Production : Frank Avianca
- Société(s) de production : Eton
- Pays d'origine :  Royaume-Uni
- Format : couleur (Technicolor) — 35mm — 1.85 : 1 — mono
- Genre : Film dramatique, Thriller
- Durée : 95 minutes
- Dates de sortie :
  - États-Unis : 19 novembre 1975
  - France : 10 juin 1981

## Distribution
- George Kennedy : John Kinsdale
- John Mills : Mike McAllister
- Raf Vallone : Commissaire Enrico Lupo
- Barry Sullivan : Edmonds
- Rita Tushingham : Janice
- Arthur Franz : Fuller
- Haydée Politoff : Mlle Pidgeon
- Thomas Hunter : Taylor
- Vincenzo Crocitti (it) : Autista
- Lewis Charles : M. Gerardi
- Frankie Sardo (sous le nom de « Frank Avianca ») : Kamal Hamshari
- Shane Rimmer : Carter